# The Black Market
The Black Market – siódmy album studyjny amerykańskiego zespołu punk rockowego Rise Against. Został wydany 15 lipca 2014 roku.
The Black Market został zakwalifikowany na trzecim miejscu US Billboard 200.

## Lista utworów
źródło:.
| Nr  |  | Tytuł                             | Tekst        | Muzyka       | Długość |
| --- |  | --------------------------------- | ------------ | ------------ | ------- |
| 1.  |  | "The Great Die-Off"               | Tim McIlrath | Rise Against | 3:39    |
| 2.  |  | "I Don't Want to Be Here Anymore" | Tim McIlrath | Rise Against | 3:59    |
| 3.  |  | "Tragedy + Time"                  | Tim McIlrath | Rise Against | 4:17    |
| 4.  |  | "The Black Market"                | Tim McIlrath | Rise Against | 4:15    |
| 5.  |  | "The Eco-Terrorist In Me"         | Tim McIlrath | Rise Against | 2:45    |
| 6.  |  | "Sudden Life"                     | Tim McIlrath | Rise Against | 4:08    |
| 7.  |  | "A Beautiful Indifference"        | Tim McIlrath | Rise Against | 3:24    |
| 8.  |  | "Methadone"                       | Tim McIlrath | Rise Against | 3:48    |
| 9.  |  | "Zero Visibility"                 | Tim McIlrath | Rise Against | 4:38    |
| 10. |  | "Awake Too Long"                  | Tim McIlrath | Rise Against | 3:11    |
| 11. |  | "People Live Here"                | Tim McIlrath | Rise Against | 4:08    |
| 12. |  | "Bridges"                         | Tim McIlrath | Rise Against | 4:06    |

## Produkcja
15 kwietnia 2014, zespół opublikował krótki filmik na Facebooku zapowiadający nowy album wraz z wiadomością „Coming Soon”. 5 maja 2014, zespół opublikował nowy filmik informujący, że album ukaże się latem tego samego roku. 27 maja 2014 zespół opublikował kolejny filmik, w którym poinformował, że data wydania albumu przypada na lipiec 2014. 4 czerwca zespół opublikował ostatni filmik zapowiadający album, ujawniając jednocześnie jego nazwę The Black Market.
Pierwszy singel „I Don't Want to Be Here Anymore”, ukazał się 10 czerwca 2014. 13 czerwca zespół ujawnił okładkę nadchodzącego albumu. Ukazała się ona na wszystkich najważniejszych serwisach społecznościowych.